# Cecil Reginald Burch
Cecil Reginald Burch, FRS (né à Leeds le 12 mai 1901 - 19 juillet 1983) est un physicien et ingénieur anglais, célèbre pour ses contributions à l'optique instrumentale.

## Biographie
Diplômé de l'université de Cambridge (Gonville and Caius College (Cambridge), 1923), il travailla d'abord dans les laboratoires de la compagnie aéronautique Metropolitan-Vickers à Trafford Park, Manchester. Il y mit au point les huiles apiezones, qui forment un film protecteur pour la surface des miroirs de télescopes sous des vides poussés. En 1933 il se vit confier la chaire d'Optique d'Imperial College London, puis en 1935 obtint un poste de directeur de recherches au Département de Physique de l'Université de Bristol. Il s'y consacra au développement de la microscopie et de la télescopie. Il épousa Enid G. Morice en 1937.
Couronné par la médaille Duddell en 1942, élu Fellow of the Royal Society en 1944, la Médaille Rumford lui fut décernée en 1954, en reconnaissance de « ses contributions remarquables à la technique du vide et au développement du microscope par réflexion »